# Участок побережья между селом Солнечногорское и селом Малореченское
Участок побережья между селом Солнечногорское и селом Малореченское (укр. Ділянка узбережжя між селом Сонячногірське та селом Малоріченське, крымскотат. Quru Özen ve Küçük Özen köyleri arasındaki yalı parçası, Къуру Озен ве Кучюк Озен койлери арасындаки ялы парчасы) — геологический памятник природы, расположенный на территории городского округа Алушта (Крым).

## История
Статус памятника природы присвоен Решением исполнительного комитета Крымского областного Совета народных депутатов от 30.01.1969 №19/8-67.
Является государственным памятником природы регионального значения, согласно Распоряжению Совета министров Республики Крым от 05.02.2015 №69-р «Об утверждении Перечня особо охраняемых природных территорий регионального значения Республики Крым».

## Описание
Статус памятника природы присвоен с целью сохранения, возобновления и рационального использования типичных и уникальных природных комплексов. На территории памятника природы запрещается или ограничивается любая деятельность, если она противоречит целям его создания или причиняет вред природным комплексам и их компонентам.
Памятник природы занимает участок побережья Чёрного моря — между сёлами Солнечногорское и Малореченское. Примыкающая акватория занята другим памятником природы Прибрежный аквальный комплекс в селе Солнечногорское и селе Малореченское.

## Природа
Объект охраны — побережье.
Берег сложен кварцитовыми песчаниками. Особенностью является наличие форм ячеистого выветривания: морские гроты, кекуры-сфинксы и каменные кружева выветривания.